# 이브 마우로
이브 마우로(Eve Mauro, 1981년 12월 21일 ~ )는 미국의 모델, 영화배우, 텔레비전 배우이다.
애틀랜타에서 태어났다.

## 영화
- 아사룸 (2018년)
- 기프트 오브 더 하트 (2017년)
- 더 시크릿 오브 보티첼리 (2017년)
- 터미네이터 사이보그 (2017년)
- 미시카: 아이언 크라운 (2016년)
- 애셜론: 라이즈 오브 더 머신 (2015년) - 몰리 역
- 바이올런스 (2015년)
- 단테스 파라다이스 다큐먼티드 (2015년)
- 크리스마스 드래곤 (2014년)
- 단테스 퍼거토리 다큐먼티드 (2014년)
- 파라노말 인시던트 (2014년)
- 지배의 기술 (2013년)
- 써로게이트 (2013년) - 레미 역
- 불렛 (2013년)
- 드래곤 로어 : 그림자의 저주 (2013년)
- 더 보텍스 (2012년) - 트레이시 카바노 역
- 단테스 헬 애니메이티드 (2012년)
- 미러 이미지 (2012년) - 린제이 리치 역
- 여대생 파티 대학살 (2012년) - 브루클린 역
- 오사마 좀비 (2012년) - 더스티 역
- 더 트러블 위드 터켈 (2010년)
- 스포트라이트 (2010년) - 안젤라 맥키 역
- 케인 파일 (2010년) - 웬디 올센 역
- 스팀 익스페리먼트 (2009년)
- 미스 마치 (2009년)
- 로스트 랜드: 공룡 왕국 (2009년)
- 위키드 레이크 (2008년)